# Aznalcóllar
Aznalcóllar és una localitat de la província de Sevilla, Andalusia, Espanya. L'any 2006 tenia 6.094 habitants. La seva extensió superficial és de 199 km² i té una densitat de 30,1 hab/km². Les seves coordenades geogràfiques són 37° 31′ N, 6° 16′ O. Està situada a una altitud de 155 metres i a 36 kilòmetres de la capital de la província, Sevilla.

## Demografia
| 1996  | 1998  | 1999  | 2000  | 2001  | 2002  | 2003  | 2004  | 2005  | 2006  |
| ----- | ----- | ----- | ----- | ----- | ----- | ----- | ----- | ----- | ----- |
| 5.812 | 5.756 | 5.804 | 5.820 | 5.809 | 5.818 | 5.845 | 5.841 | 5.988 | 6.094 |

## Política
| Període      | Nom de l'alcalde/-essa  | Partit polític | Data de possessió |
| ------------ | ----------------------- | -------------- | ----------------- |
| 1979 - 1983  | Felipe Macías Caparrós  | PSOE           | 19/04/1979        |
| 1983 - 1987  | Manuel Delgado Losada   | PSOE           | 28/05/1983        |
| 1987 - 1991  | Felipe Macías Caparrós  | PSOE           | 30/06/1987        |
| 1991 - 1995  | Francisco Márquez Cueto | PSOE           | 15/06/1991        |
| 1995 - 1999  | Francisco Márquez Cueto | PSOE           | 17/06/1995        |
| 1999 - 2003  | Salud Santana Dabrio    | PSOE           | 03/07/1999        |
| 2003 - 2007  | Salud Santana Dabrio    | PSOE           | 14/06/2003        |
| 2007 - 2011  | Salud Santana Dabrio    | PSOE           | 16/06/2007        |
| 2011 - 2015  | n/d                     | n/d            | 11/06/2011        |
| 2015 - 2019  | n/d                     | n/d            | 13/06/2015        |
| 2019 - 2023  | n/d                     | n/d            | 15/06/2019        |
| Des del 2023 | n/d                     | n/d            | 17/06/2023        |

## Desastre natural
Durant la matinada del 25 d'abril del 1998, la bassa que contenia els residus tòxics provinents de la mina d'Aznalcóllar es trencà i entre 4,5 i 8 hm³ de residus van anar a parar al riu Guadiamar, que quedava a escassos 100 metres. Aquesta mina era explotada per la gran quantitat de pirita que conté, principalment; era propietat de l'empresa sueca Boliden i era la font principal de feina pels habitants d'aquesta mateixa població.
Els residus abocats consistien en llots i aigües contaminats amb elevades concentracions de metalls pesants (zinc, coure, plom, etc.), entre altres contaminants més minoritaris; a més, també presentava un valor molt baix de pH que va provocar que tant la fauna com la flora del riu morissin i la zona per la qual es van escampar tots aquests residus quedés greument contaminada. Per a evitar danys majors per l'entrada d'aquests residus en el Parc Nacional de Doñana, es van construir uns dics de contenció i la circulació del riu va ser desviada en direcció al riu Guadalquivir.
El Govern ha aturat la reobertura de la mina d'Aznalcóllar, prevista al llarg de l'any 2015, uns mesos després que la Junta d'Andalusia ho permetés a finals del 2013.